# Грязная (приток Чира)
Грязная — река в России, протекает в Ростовской области; правый приток реки Чир в 124 км от её устья. Длина реки составляет 17 км.

## Данные водного реестра
По данным государственного водного реестра России относится к Донскому бассейновому округу, водохозяйственный участок реки Чир. Речной бассейн реки — Дон (российская часть бассейна).
Код объекта в государственном водном реестре — 05010300812107000009924.

## Описание
Берёт начало севернее хутора Красная Дубрава Советского района. Далее вниз по течению проходит через хутор Усть-Грязновский, сразу за которым впадает в реку Чир. Правыми притоками Грязной являются две реки без названия.